# ألدو جي. أنتونيللي
ألدو جي. أنتونيللي (بالإيطالية: Aldo G. Antonelli)‏ هو فيلسوف إيطالي، ولد في 1962، وتوفي في 11 أكتوبر 2015.